# قصر صباحی
قصر صباحی (به عربی: قصر صباحي) یک شهرداری در الجزایر است که در استان ام‌البواقی واقع شده‌است.
 قصر صباحی  ۱۱٬۰۹۵ نفر جمعیت دارد.